# Fang Peak (Antarktika)
Der Fang Peak (englisch für Eckzahngipfel) ist ein 1032,2 m hoher, markanter und kegelförmiger Berg im ostantarktischen Mac-Robertson-Land. In der David Range der Framnes Mountains ragt er 1,5 km südlich des Mount Parsons auf.
Norwegische Kartografen kartierten ihn anhand von Luftaufnahmen, die bei der Lars-Christensen-Expedition 1936/37 entstanden. Das Antarctic Names Committee of Australia (ANCA) gab ihm seinen deskriptiven Namen.
Der Berg diente dem australischen Geodäten Christopher Armstrong 1959 im Rahmen einer Kampagne der Australian National Antarctic Research Expeditions als Ort für trigonometrische Vermessungen des Gebiets.